# Organismo de Supervisión de los Recursos Forestales y de Fauna Silvestre
El Organismo de Supervisión de los Recursos Forestales y de Fauna Silvestre (OSINFOR) es la agencia pública peruana encargada, a nivel nacional, de supervisar y fiscalizar el aprovechamiento y la conservación de los recursos forestales y de fauna silvestre, así como de los servicios ambientales provenientes del bosque, para su sostenibilidad, de acuerdo con la política y estrategia nacional de gestión integrada de recursos naturales y las políticas sobre servicios ambientales que establezca el Ministerio del Ambiente (MINAM), en el ámbito de su competencia.

### Funciones
Una de las principales funciones es verificar que el establecimiento de la cuota de exportación anual de especie protegidas cumpla con el requerimiento jurídico interno y los convenios internacionales, para tener un control competente.